# Mugil hospes
Mugil hospes är en fiskart som beskrevs av Jordan och Culver, 1895. Mugil hospes ingår i släktet Mugil och familjen multfiskar. IUCN kategoriserar arten globalt som livskraftig. Inga underarter finns listade i Catalogue of Life.